# Tamerlan Thorell
Tord Tamerlan Teodor Thorell (født 3. maj 1830 i Göteborg, død 22. december 1901 i Helsingborg) var en svensk araknolog.
Thorell blev student ved Uppsala Universitet i 1848 og filosofisk kandidat i 1855 samt forsvarede samme år for magistergraden forrige del af Recensio critica Aranearum suecicarum, quas descripserunt Clerckius, Linnæus, De Geerus, hvis senere del udgjorde specimen for hans docentur i zoologi i 1856. Thorell blev adjunkt i zoologi i Uppsala i 1859 samt forestod professoratet i zoologi under læseåret 1864–1865. Thorell foretog flere rejser til udlandet for zoologiske studier, særlig som statens stipendiat 1861–1862. På grund af sygelighed måtte han i 1866 søge tjenestefrihet fra adjunkturen og tog afsked fra denne i 1877, siden rigsdagen bevilliget ham pension fra 1878. Samme år blev han titulær professor. Fra efteråret 1875 havde han, undtaget juli 1879-august 1880, opholdt sig i Sydeuropa. Gennem mange og værdifulde arbejder over spindlerene blev Thorell en anerkendt autoritet indenfor denne del af zoologien. Et af hans fremste arbejder, On European Spiders. Part I: Review of the European Genera of Spiders, Preceded by Some Observations on Zoological Nomenclature, udkom allerede 1869–1870 i Acta Societatis regiæ scientiarum Upsaliensis. Blandt senere værker må nævnes On a Silurian Scorpion from Gotland (Palaophonus nuncius; sammen med Gustaf Lindström; 1885), samt hans mange publikationer vedrørende den orientaliske regions spindelere. Han oversatte og bearbejdede Zoologiens grunder (ved Henri Milne-Edwards, to bind, 1860–1865) – en i sin tid fortrinlig og meget bruget lærebog – samt skrev Några anmärkningar om darwinismen (i "Ny svensk tidskrift", 1880). Thorell var medlem af Vetenskaps-Societeten i Uppsala (1866) og Vetenskapsakademien (1877) samt æresmedlem af Entomologiska föreningen i Stockholm (1885).